# منتخب تونغا لاتحاد الرغبي
منتخب تونغا الوطني لاتحاد الرغبي  هو ممثل تونغا الرسمي في المنافسات الدولية في اتحاد الرغبي . تأسس في 15 أغسطس 1924.